# 1990 Голяма награда на Сан Марино
1990 Голяма награда на Сан Марино е 10-о за Голямата награда на Сан Марино и трети кръг от сезон 1990 във Формула 1, провежда се на 13 май 1990 година на пистата Имола близо до град Имола, Италия.

## Репортаж
Това състезание е спечелено от пилота на Уилямс, Рикардо Патрезе за когото това е 3-та победа в неговата кариера и първа след ГП на ЮАР през 1983, както и за Уилямс. Той финишира на 5 секунди след втория Герхард Бергер от Макларън. Трети остана Алесандро Нанини със своя Бенетон.
Гран при на Сан Марино е истинското начало на сезона, въпреки че са се провели 2 старта преди Имола. Почти всички отбори са с нови или подобрени версии на своите болиди. Тирел са със своя нов 019, конструиран от Харви Постелтуейд. Това е първият болид с висок нос с две части закрепени за предното крило, което ще се превърне в основна част за всеки болид във Формула 1 за в бъдеще. С новата кола Жан Алези се класира на 7-а позиция, макар да изостава с около 2 секунди от пол ситера Сена. Бенетон също са с нов болид B190, което ще бъде на разположение за оставащите кръгове. За разлика от предсесора B190 e с обичайния въздухозаборник над кокпита на пилота. Стартът не е добър за новия болид, след като Алесандро Нанини има контакт с пилота на Далара Андреа де Чезарис. Междувременно Пиерлуиджи Мартини от Минарди имаше ужасен удар с предпазната ограда. Той ще пропусне уикенда с напукана пета. Първите 3 редици са в отборен формат: Сена, Бергер, Патрезе, Тиери Бутсен, Найджъл Менсъл и Ален Прост. След това са Алези и Нелсън Пикет на 4-та редица, на 5-а са Нанини и Дерек Уорик който се класира успешно на 10-а позиция. Съотборникът му от Лотус, Мартин Донъли дели редицата си заедно с пилота на Лейтън Хаус, Маурисио Гужелмин.
Айртон Сена както обикновено повежда колоната към първия завой. Докато той води, в средата на колоната Иван Капели е ударен от Сатору Накаджима като и двамата отпаднаха от състезанието. Причината те да се ударят, е че задната лява дясна гума на Найджъл Менсъл, който е около 5 – 6-а позиция влезе в зоната за сигурност като изкара прах по трасето. Малко след това Мартин Донъли се завъртя на 180 градуса, без да имал контакт с никой от задминаващите пилоти. След този хаос Бутсен мина на втора позиция пред Бергер. Класирането не се променило до 3-та обиколка като Сена излезе от трасето със спучена джанта, което е рядък механически проблем за Макларън. Това даде шанс на белгиецът да поведе в състезанието в 4-та обиколка, с Бергер близко до него. След това са Патрезе, Менсъл, Прост, Алези, Нанини, Уорик, Ерик Бернард, Агури Сузуки, Филип Алио и Пикет. Причината Пикет да се свлече надолу до 12-а позиция, е контакта с Алези в битка за шеста позиция. В средата на колоната Паоло Барила имаше контакт с Оливие Груяр на шикана преди старт-финалната права. Барила е единственият пилот на Минарди след като Мартини имаше контузия, като Барила завършил 27-и в квалификацията, но е допуснат за участие, за да замени съотборника си. Бутсен продължи да води до 17-а обиколка където двигателят му изгърмя. Бергер излезе начело от атакуващия Патрезе, който е атакуван и от Найджъл Менсъл със задната част на болида започвайки да пуши слабо. Той изпревари италианеца въпреки малкия проблем за радост на феновете на Ферари. Британецът продължава да атакува макар инцидента му със затворения с обиколка де Чезарис да е повлияло на темпото. Съотборникът му Прост също имаше проблем да затвори де Чезарис макар пилота на Далара успя да отвори вратата на французина лесно. По-късно той спря в бокса за смяна на гуми. На правата към завоя Вилньов Менсъл се завъртя при опита си да изпревари Бергер, което този път се отрази на двигателя и трябваше да отпадне няколко обиколки по-късно. С опасността премината Герхард продължи да води, преди Патрезе да го изпревари в началото на 50-а обиколка. Това даде шанс на италианецът да отвори разлика и за своята трета победа. Нанини и Прост пристигнаха заедно на 3-та и 4-та позиция. В зоната на точките са Пикет и Алези, а близо до зоната са двата „Лотус“-а на Уорик и Донъли. От 2010 година насам рекорда на Патрезе от 98 състезания между които са и победите все още не е подобрено.

## Класиране
| Поз  | No | Пилот              | Конструктор      | Обиколки | Време/Отпадане | Място | Точки |
| ---- | -- | ------------------ | ---------------- | -------- | -------------- | ----- | ----- |
| 1    | 6  | Рикардо Патрезе    | Уилямс-Рено      | 61       | 1:30:55.478    | 3     | 9     |
| 2    | 28 | Герхард Бергер     | Макларън-Хонда   | 61       | +5.117         | 2     | 6     |
| 3    | 19 | Алесандро Нанини   | Бенетон-Форд     | 61       | +6.240         | 9     | 4     |
| 4    | 1  | Ален Прост         | Ферари           | 61       | +6.843         | 6     | 3     |
| 5    | 20 | Нелсън Пикет       | Бенетон-Форд     | 61       | +53.112        | 8     | 2     |
| 6    | 4  | Жан Алези          | Тирел-Форд       | 60       | +1 Об.         | 7     | 1     |
| 7    | 11 | Дерек Уорик        | Лотус-Ламборгини | 60       | +1 Об.         | 10    |       |
| 8    | 12 | Мартин Донели      | Лотус-Ламборгини | 60       | +1 Об.         | 11    |       |
| 9    | 26 | Филип Алио         | Лижие-Форд       | 60       | +1 Об.         | 16    |       |
| 10   | 25 | Никола Ларини      | Лижие-Форд       | 59       | +2 Об.         | 20    |       |
| 11   | 24 | Паоло Барила       | Минарди-Форд     | 59       | +2 Об.         | 26    |       |
| 12   | 36 | Джей Джей Лехто    | Оникс-Форд       | 59       | +2 Об.         | 25    |       |
| 13   | 29 | Ерик Бернар        | Лола-Ламборгини  | 56       | Съединител     | 13    |       |
| Отп  | 14 | Оливие Груяр       | Осела-Форд       | 52       | Колело         | 22    |       |
| Отп  | 2  | Найджъл Менсъл     | Ферари           | 38       | Двигател       | 5     |       |
| Отп  | 35 | Грегор Фойтек      | Оникс-Джъд       | 35       | Двигател       | 23    |       |
| Отп  | 8  | Стефано Модена     | Брабам-Джъд      | 31       | Спирачки       | 14    |       |
| Отп  | 22 | Андреа де Чезарис  | Далара-Форд      | 29       | Колело         | 17    |       |
| Отп  | 15 | Маурисио Гужелмин  | Лейтън Хаус-Джъд | 24       | Електро        | 12    |       |
| Отп  | 5  | Тиери Бутсен       | Уилямс-Рено      | 17       | Двигател       | 4     |       |
| Отп  | 30 | Агури Сузуки       | Лола-Ламборгини  | 17       | Съединител     | 15    |       |
| Отп  | 27 | Айртон Сена        | Макларън-Хонда   | 3        | Колело         | 1     |       |
| Отп  | 21 | Емануеле Пиро      | Далара-Форд      | 2        | Завъртане      | 21    |       |
| Отп  | 16 | Иван Капели        | Лейтън Хаус-Джъд | 0        | Сблъсък        | 18    |       |
| Отп  | 3  | Сатору Накаджима   | Тирел-Форд       | 0        | Сблъсък        | 19    |       |
| Отп  | 33 | Роберто Морено     | Еуро Брун-Джъд   | 0        | Дросел         | 24    |       |
| НСт  | 23 | Пиерлуиджи Мартини | Минарди-Форд     |          | Инцидент       |       |       |
| НКв  | 10 | Алекс Кафи         | Ероуз-Форд       |          |                |       |       |
| НКв  | 9  | Микеле Алборето    | Ероуз-Форд       |          |                |       |       |
| НКв  | 7  | Дейвид Брабам      | Брабам-Джъд      |          |                |       |       |
| DNPQ | 31 | Бертран Гашо       | Колони-Субару    |          |                |       |       |
| DNPQ | 34 | Клаудио Ланджес    | Еуро Брун-Джъд   |          |                |       |       |
| DNPQ | 39 | Бруно Джакомели    | Лийф             |          |                |       |       |
| DNPQ | 17 | Габриеле Таркини   | АГС-Форд         |          |                |       |       |
| DNPQ | 18 | Яник Далмас        | АГС-Форд         |          |                |       |       |

## Класиране след състезанието
| Поз | Пилот            | Точки |
| --- | ---------------- | ----- |
| 1   | Айртон Сена      | 13    |
| 2   | Ален Прост       | 12    |
| 3   | Герхард Бергер   | 12    |
| 4   | Рикардо Патрезе  | 9     |
| 5   | Жан Алези        | 7     |
| 6   | Нелсън Пикет     | 6     |
| 7   | Тиери Бутсен     | 6     |
| 8   | Алесандро Нанини | 4     |

| Поз | Конструктор    | Точки |
| --- | -------------- | ----- |
| 1   | Макларън-Хонда | 25    |
| 2   | Уилямс-Рено    | 15    |
| 3   | Ферари         | 15    |
| 4   | Бенетон-Форд   | 10    |
| 5   | Тирел-Форд     | 8     |
| 6   | Брабам-Джъд    | 2     |